# 아데르바르 멜루 두스 산투스 네투
아데르바르 멜루 두스 산투스 네투(포르투갈어: Aderbar Melo dos Santos Neto, 1990년 3월 17일 ~ )는 브라질의 축구 선수이다.  산투스 라고 잘 알려졌으며 포지션은 골키퍼이다. 현재 CR 플라멩구 소속이다.